# ヴィクラマ暦
ヴィクラマ暦（ヴィクラマれき）は、南アジアにおける暦法の一つ。

## ヴィクラマ紀元
ヴィクラマ紀元は紀元前58年を起点とする暦元をいう。インドでは、独自の暦元を用いるベンガル地方を除く北インド一帯で現在も用いられている（南インドではシャカ紀元が主に用いられる）。
起点を0年とする方式が一般的に行われ、この場合にはヴィクラマ紀元から56または57を引くと西暦が得られる。たとえばヴィクラマ紀元の2050年は西暦では1993-1994年に相当する。なお、ヴィクラマ紀元は太陰太陽暦のヒンドゥー暦と組み合わせて用いられるが、ヒンドゥー暦で何月を年初とするかについてはさまざまな方式がある。碑文によっては例外的に起点を1年とする方式も使われ、この場合はヴィクラマ紀元から57または58を引くと西暦が得られる。

### 由来
伝説では、ウッジャイニー（現ウッジャイン）を都としていたヴィクラマーディティヤ（ヴィクラマ・アーディティヤ）という王が、シャカとの戦争に勝利した記念に始めた暦だといわれている。しかしながら、古い時代にはこの紀元はクリタ(kṛta)またはマーラヴァなどと呼ばれており、ヴィクラマの名で呼ばれるようになったのは9世紀以降である。したがって、紀元前1世紀にヴィクラマーディティヤなる人物が実在していたと考える必要はない。
ヴィクラマ紀元の由来は明らかでない。インド・スキタイ王国のアゼス1世の即位年とする有力な説があるが、アゼス紀元とヴィクラマ紀元は別物であり、偶然近い年代になっただけではないかとする反論もある。

## ネパール
ネパールの公式の暦として現在太陽暦のビクラム暦（विक्रम संवत्、Bikram Sambat）が採用されている。現代ネパール語でのविक्रमの発音はビクラムであり、ネパールに関する項では原音主義に基づきビクラム暦とする。略号はवि. सं.（B.S.）。
この暦の起年は紀元前57年で、西暦2024年4月13日はB.S.2081年バイサーク月（第1月）第1日にあたる。
それまで使用されていた太陰太陽暦に代えて、宰相チャンドラ・シャムシェルがB.S.1961年の新年（西暦1904年4月）より、太陽暦のビクラム暦を公式の暦として用い始めたとされる。
歴史的には年代、地域、王朝によって、さまざまな暦が使用されてきたが、太陽暦のビクラム暦以外はすべて太陰太陽暦だった。これまで用いられてきた暦には、ビクラム暦の他、シャハカ暦、ネパール暦（ネワール暦）、マンデーブ暦（マーナ・デーヴァ暦）、ラクシュマン・セーン暦（ラクシュマナ・セーナ暦）などがある。ネパールでは中世前期カス・マッラ朝時代頃からビクラム暦の使用が銘文等に認められる。
なおビクラム暦はネパールの公式の暦であり、実生活でも一般に広くいきわたっている暦であるため、日本語でネパール暦と呼ぶ例がみられるが、ネパール暦（नेपाल संवत्, Nepal Sambat)はビクラム暦とは別の暦で、新年が秋に来る太陽太陰暦である。この暦は主にネワール族の間での使用に限られているので、暦名の用法に注意が必要である。
祭り（ビスケット・ジャートラーを除く）や宗教行事等は基本的に太陰太陽暦のビクラム暦によっているので、西暦とのずれが生じる。